# Fernand Corbat
Fernand Corbat (Asuel, 27 augustus 1925 - Chêne-Bourg, 13 december 2010) was een Zwitsers journalist, bestuurder en politicus voor de Vrijzinnig-Democratische Partij uit het kanton Genève.

## Biografie
Fernand Corbat was een zoon van Xavier, een rijkswachter, en van Marie Meyer. Hij was gehuwd met Eliane Boand. Na zijn studies politieke wetenschappen aan de Universiteit van Genève en het Institut universitaire de hautes études internationales was hij van 1950 tot 1958 in het buitenland actief als journalist. Van 1958 tot 1963 was hij vervolgens medewerker van de Société pour le développement de l'économie suisse. Daarna was hij tot 1972 raadgever en later directeur van het Centre d'information, de publicité et de relations publiques.
Van 1964 tot 1972 was hij lid van de Grote Raad van Genève, die hij in 1971 voorzat. Na de Zwitserse parlementsverkiezingen van 1971 zetelde hij van 29 november 1971 tot 25 november 1979 in de Nationale Raad.
Vanaf 1981 was hij actief als bestuurder in diverse bedrijven. Van 1972 tot 1979 was hij tevens voorzitter van de Fédération de l'industrie suisse du tabac en van 1979 tot 1985 van de Chambre de commerce et d'industrie de Genève.
- Base de données des élites suisses: 62454
- Gemeinsame Normdatei: 1052412912
- Historisch woordenboek van Zwitserland: 033507
- Zwitserse Bondsvergadering: 1185
- Virtual International Authority File: 309586386